# میسلاو اورشیچ
میسلاو اورشیچ (انگلیسی: Mislav Oršić؛ زادهٔ ۲۹ دسامبر ۱۹۹۲) بازیکن فوتبال اهل کرواسی است. که در  باشگاه فوتبال دینامو زاگرب در لیگ برتر فوتبال کرواسی و همچنین در تیم ملی فوتبال کرواسی بازی میکند. 
از باشگاه‌هایی که در آن بازی کرده‌است، می‌توان به باشگاه فوتبال رییکا، باشگاه فوتبال اسپتزیا و باشگاه فوتبال چونام دراگونز اشاره کرد.
وی همچنین در تیم‌های ملی فوتبال زیر ۲۰ سال کرواسی، زیر ۲۱ سال کرواسی و کرواسی بازی کرده‌است.
زنوزی ادعا دارد که وی ترک اصیل است و خواهان خرید وی است

## افتخارات
اولسان هیوندای
- اف ای کاپ کره جنوبی(۱): ۲۰۱۷

دینامو زاگرب
- لیگ برتر فوتبال کرواسی(۳): ۲۰۱۹-۲۰۱۸ ، ۲۰۲۰-۲۰۱۹ ، ۲۰۲۱-۲۰۲۰

- جام حذفی فوتبال کرواسی(۱): ۲۰۲۱-۲۰۲۰

- سوپر جام فوتبال کرواسی(۱): ۲۰۱۹

افتخارات شخص
- ترکیب منتخب لیگ اروپا: ۲۰۲۱-۲۰۲۰